# Tipula (Lunatipula) rudis
Tipula (Lunatipula) rudis is een tweevleugelige uit de familie langpootmuggen (Tipulidae). De soort komt voor in het Palearctisch gebied.